# Akromikrische Dysplasie
Die Akromikrische Dysplasie ist eine sehr seltene angeborene Skelettdysplasie mit den Hauptmerkmalen Kleinwuchs, leichte Gesichtsdysmorphie, Akromikrie (kurze Hände und Füße) mit charakteristischen Veränderungen im Röntgenbild.
Die Bezeichnung wurde von den Autoren der Erstbeschreibung aus dem Jahre 1986, dem Pariser Kinderarzt und Humangenetiker Pierre Maroteaux und Mitarbeiter, vorgeschlagen.

## Verbreitung
Die Häufigkeit wird mit unter 1 zu 1.000.000 angegeben, bislang wurde über 60 Betroffene berichtet. Die Vererbung erfolgt autosomal-dominant.

## Ursache
Der Erkrankung liegen Mutationen im FBN1-Gen (auf Chromosom 15, Genort q21.1) zugrunde, welches für die Bildung von Fibrillin 1 verantwortlich ist.

## Klinische Erscheinungen
Klinische Kriterien sind:
- Manifestation etwa im dritten Lebensjahr mit Wachstumsverzögerung
- mittlere Erwachsenengröße bei 130 cm (121–143 cm)
- kurze Hände, Füße und Gliedmaßen, dysproportionierter Kleinwuchs
- Gesichtsauffälligkeiten, die sich beim Erwachsenen zurückbilden, wie rundes Gesicht mit schmalen Lidspalten, akzentuierten Augenbrauen und langen Wimpern, kurze Nase mit nach vorne gerichteten Nasenlöchern, langes Philtrum, verdickte Lippen und Mikrostomie

Hinzu können eingeschränkte Bewegbarkeit der Gelenke, Komplikationen an Ohren und Atemwegen und Anomalien der Wirbelsäule kommen.
Häufig entwickelt sich in späteren Jahren Karpaltunnel-Syndrom.

## Diagnose
Im Röntgenbild finden sich folgende Merkmale:
verzögertes Knochenalter, Zapfenepiphysen, kurze Mittelhandknochen und Phalangen mit einer Kerbe am Metakarpale II und V sowie medial am Hüftkopf.

## Differentialdiagnose
Abzugrenzen sind:
- Geleophysischer Kleinwuchs (mit  kardialen Anomalien)
- Weill-Marchesani-Syndrom (mit  Mikrosphaerophakie)
- Myhre-Syndrom (mit Progenie, Schwerhörigkeit, Entwicklungsverzögerung und dickem Schädeldach)

## Therapie
Die Behandlung erfolgt symptombezogen auf die Hüftdysplasie und später auf das Karpaltunnelsyndrom.

## Heilungsaussicht
Die Prognose ist gut.